# Ро Возничего
Ро Возничего (лат. ρ Aurigae), 20 Возничего (лат. 20 Aurigae), HD 34759 — двойная звезда в созвездии Возничего на расстоянии приблизительно 583 световых лет (около 179 парсеков) от Солнца. Видимая звёздная величина звезды — +5,207m. Орбитальный период — около 34,493 суток.

## Характеристики
Первый компонент — бело-голубая звезда спектрального класса B5V или B3V. Масса — в среднем около 6 солнечных, радиус — в среднем около 3,3 солнечных, светимость — около 395,26 солнечных. Эффективная температура — около 8869 К.
Второй компонент — предположительно белая звезда спектрального класса A-B. Масса — в среднем около 3 солнечных.